# Wollert Nygren
Georg Erling Wollert Nygren (* 24. Dezember 1906 in Oslo; † 3. März 1988 ebenda) war ein norwegischer Eisschnellläufer.

## Werdegang
Nygren, der für den Oslo SK startete, errang im Jahr 1927 bei der norwegischen Meisterschaft den 13. Platz und im folgenden Jahr bei den Olympischen Winterspielen in St. Moritz den 13. Platz über 1500 m. Zudem kam er bei der Mehrkampf-Weltmeisterschaft 1928 in Davos auf den achten Platz und bei der Mehrkampf-Europameisterschaft 1928 in Oslo, sowie bei der norwegischen Meisterschaft auf den sechsten Platz. In der Saison 1928/29 errang er bei der Mehrkampf-Weltmeisterschaft 1929 in Oslo den neunten Platz und bei der norwegischen Meisterschaft den fünften Platz und in der Saison 1929/30 bei der Mehrkampf-Weltmeisterschaft 1930 in Oslo, sowie bei der Mehrkampf-Europameisterschaft 1930 in Trondheim der neunte Platz und bei der norwegischen Meisterschaften den siebten Platz. Im Februar 1931 kam er bei der Mehrkampf-Europameisterschaft in Stockholm auf den 11. Platz. In den folgenden Jahren belegte er bei der norwegischen Meisterschaft 1932 den siebten Platz, 1933 den achten Rang und 1934 den 11. Platz. Bei der Mehrkampf-Europameisterschaft 1935 in Helsinki wurde er Zehnter.

## Persönliche Bestleistungen
| Disziplin | Zeit        | Datum            | Ort   |
| --------- | ----------- | ---------------- | ----- |
| 500 m     | 44,7 s      | 11. Februar 1933 | Oslo  |
| 1000 m    | 1:36,2 min  | 4. März 1931     | Oslo  |
| 1500 m    | 2:22,4 min  | 4. Februar 1928  | Davos |
| 5000 m    | 8:50,0 min  | 4. Februar 1928  | Davos |
| 10000 m   | 17:57,8 min | 4. Februar 1928  | Davos |